# Harmony Township (comté de Forest, Pennsylvanie)
Harmony Township est un township situé au nord-est du comté de Forest, en Pennsylvanie, aux États-Unis,. En 2010, il comptait une population de 666 habitants.

## Démographie
Lors du recensement de 2010, le township comptait une population de 666 habitants. Elle est estimée, en 2018, à 592 habitants.

### Source de la traduction
- (en) Cet article est partiellement ou en totalité issu de l’article de Wikipédia en anglais intitulé « Harmony Township, Forest County, Pennsylvania » (voir la liste des auteurs).